# Moragudi
Moragudi é uma vila no distrito de Cuddapah, no estado indiano de Andhra Pradesh.

## Demografia
Segundo o censo de 2001, Moragudi tinha uma população de 5961 habitantes. Os indivíduos do sexo masculino constituem 50% da população e os do sexo feminino 50%. Moragudi tem uma taxa de literacia de 55%, inferior à média nacional de 59,5%: a literacia no sexo masculino é de 68% e no sexo feminino é de 42%. Em Moragudi, 12% da população está abaixo dos 6 anos de idade.